# Первітіно (Гагарінський район)
Первітіно (рос. Первитино) — присілок Гагарінського району Смоленської області Росії. Входить до складу Серго-Івановського сільського поселення.
Населення — 226 осіб. 